# Raparna querula
Raparna querula là một loài bướm đêm trong họ Noctuidae.